# EMA 2001
EMA 2001 je potekala 23. in 24. februarja 2001 v studiu RTV Slovenija. Prireditev so vodili Mojca Mavec, Miša Molk in Marcel Štefančič Jr.
Zmagala je Nuša Derenda s pesmijo Ne, ni res, ki jo je na Evroviziji zapela v angleščini (pod naslovom Energy). Zasedla je 7. mesto ter tako izenačila najboljšo slovensko uvrstitev, in sicer Darje Švajger na Evroviziji 1995.

## Tekmovalne skladbe
Izmed 98 pesmi, poslanih na javni natečaj, je bilo za festival izbranih naslednjih 22:
| #   | Izvajalec             | Naslov pesmi          | Avtor glasbe                              | Avtor besedila           | Avtor aranžmaja                           |
| --- | --------------------- | --------------------- | ----------------------------------------- | ------------------------ | ----------------------------------------- |
| 1.  | Panda                 | Tok, tok              | Andrej Pompe                              | Andrej Pompe             | Panda                                     |
| 2.  | Pax                   | Ko so lipe cvetele    | Vladimir Poredoš                          | Vladimir Poredoš         | Mike Orešar                               |
| 3.  | Tinkara Kovač         | Sonce v očeh          | Tinkara Kovač, Sergej Pobegajlo           | Zvezdan Martič           | Sergej Pobegajlo                          |
| 4.  | Nuša Derenda          | Ne, ni res            | Matjaž Vlašič                             | Urša Vlašič              | Boštjan Grabnar, Matjaž Vlašič            |
| 5.  | Jan Plestenjak        | Vse je OK             | Jan Plestenjak                            | Jan Plestenjak           | Sašo Fajon                                |
| 6.  | Simona Weiss          | Vse življenje         | Goran Šarac, Andrej Baša                  | Goran Šarac, Andrej Baša | Goran Šarac, Andrej Baša                  |
| 7.  | GIS                   | Sreča je              | Janez Hostnik                             | Janez Hostnik            | Janez Hostnik, Tomaž Pačnik               |
| 8.  | Damjana Golavšek      | Stoletje sanj in miru | Karel Novak                               | Zvezdana Majhen          | Karel Novak                               |
| 9.  | By the Way            | Svet okoli mene       | Simon Baraga                              | Aleksandra Konstantin    | Dragan Konstantin                         |
| 10. | Deja Mušič (& Katice) | Angel luči            | Nenad Kokovič                             | Nenad Kokovič            | Nenad Kokovič, Igor Misdaris              |
| 11. | Polona                | Samo laži             | Danilo Kocjančič                          | Drago Mislej - Mef       | Danilo Kocjančič, Marino Legovič          |
| 12. | Lutke                 | Pokliči me            | Dadi Dačič                                | Dadi Dačič               | Dadi Dačič, Jure Krajnik, Matija Krajnik  |
| 13. | Ivo Špacapan          | Za devetimi gorami    | Ivo Špacapan                              | Ivo Špacapan             | Marijan Mlakar                            |
| 14. | Regina                | Zaljubljena v maj     | Aleksander Kogoj                          | Marko Slokar             | Patrik Greblo                             |
| 15. | Nude                  | Ni čist greh          | Boštjan Dermol                            | Gaber Marolt             | Primož Pogelšek                           |
| 16. | Kingston              | Lunapark              | Dare Kaurič, Zvone Tomac                  | Dare Kaurič              | Zvone Tomac                               |
| 17. | So Real               | Nedeljsko jutro       | Mario Barišič                             | Aleš Šeško               | D. Berden, Dejan Radičevič                |
| 18. | Number One            | Tell Me Why           | Franko Reja, Branko Kumar, Roland Makovec | Franko Reja              | Franko Reja, Branko Kumar, Roland Makovec |
| 19. | Alenka Godec          | Če verjameš ali ne    | Aleš Klinar                               | Alenka Godec, Anja Rupel | Aleš Čadež, Aleš Klinar                   |
| 20. | Andraž Hribar         | Življenje je          | Andraž Hribar                             | Dušan Bižal              | Patrik Greblo                             |
| 21. | 1x Orchestra          | Ta ni zame            | Cole Moretti                              | Tomaž Kosec              | Sašo Fajon                                |
| 22. | Karmen Stavec         | Ostani tu             | Martin Štibernik                          | Karmen Stavec            | Martin Štibernik                          |

## Predizbor
Na predizboru je nastopilo vseh 22 pesmi. 12 se jih je uvrstilo v finalni izbor: 6 finalistov so preko telefonskega glasovanja izbrali gledalci, 6 pa strokovna žirija.
| #   | Izvajalec           | Pesem                 | Telefonski glasovi | Uvrstitev na televotingu | Finalisti           |
| --- | ------------------- | --------------------- | ------------------ | ------------------------ | ------------------- |
| 1.  | Panda               | Tok, tok              | 1051               | 15.                      |                     |
| 2.  | Pax                 | Ko so lipe cvetele    | 3849               | 4.                       | Po izboru gledalcev |
| 3.  | Tinkara Kovač       | Sonce v očeh          | 3580               | 5.                       | Po izboru gledalcev |
| 4.  | Nuša Derenda        | Ne, ni res            | 6416               | 1.                       | Po izboru gledalcev |
| 5.  | Jan Plestenjak      | Vse je OK             | 2026               | 10.                      |                     |
| 6.  | Simona Weiss        | Vse življenje         | 2819               | 7.                       |                     |
| 7.  | GIS                 | Sreča je              | 1000               | 17.                      |                     |
| 8   | Damjana Golavšek    | Stoletje sanj in miru | 1897               | 11.                      |                     |
| 9.  | By the Way          | Svet okoli mene       | 1022               | 16.                      | Po izboru žirije    |
| 10. | Deja Mušič & Katice | Angel luči            | 1534               | 13.                      |                     |
| 11. | Polona Furlan       | Samo laži             | 999                | 18.                      | Po izboru žirije    |
| 12. | Lutke               | Pokliči me            | 446                | 21.                      |                     |
| 13. | Ivo Špacapan        | Za devetimi gorami    | 615                | 20.                      | Po izboru žirije    |
| 14. | Regina              | Zaljubljena v maj     | 1654               | 12.                      | Po izboru žirije    |
| 15. | Nude                | Ni čist greh          | 2288               | 9.                       | Po izboru žirije    |
| 16. | Kingston            | Lunapark              | 4441               | 3.                       | Po izboru gledalcev |
| 17. | So Real             | Nedeljsko jutro       | 444                | 22.                      |                     |
| 18. | Number One          | Tell Me Why           | 1161               | 14.                      |                     |
| 19. | Alenka Godec        | Če verjameš ali ne    | 2465               | 8.                       | Po izboru žirije    |
| 20. | Andraž Hribar       | Življenje je          | 2857               | 6.                       | Po izboru gledalcev |
| 21. | 1x Orchestra        | Ta ni zame            | 766                | 19.                      |                     |
| 22. | Karmen Stavec       | Ostani tu             | 5096               | 2.                       | Po izboru gledalcev |

## Finalni izbor
Na finalnem izboru so svoj glas oddali gledalci preko telefonskega glasovanja (1/3), žirija RTV Slovenija (1/3) in strokovna žirija (1/3). Uporabljen je bil evrovizijski sistem točkovanja (12, 10, 8–1).
Kot gostje so nastopili Jette Ostan Vejrup s pesmijo Uden ord (dansko različico pesmi Brez besed Berte Ambrož, jugoslovanske predstavnice na Pesmi Evrovizije 1966), Michael Teschl & Trine Jepsen, danska predstavnika na Pesmi Evrovizije 1999, s pesmijo Denne gang in Stefan Raab, nemški predstavnik na Pesmi Evrovizije 2000, s pesmijo Wadde hadde dudde da?. 
| #   | Izvajalec     | Pesem              | Televoting | Žirija RTV SLO | Strokovna žirija | Skupaj | Mesto |
| --- | ------------- | ------------------ | ---------- | -------------- | ---------------- | ------ | ----- |
| 1.  | Pax           | Ko so lipe cvetele | 7          | 1              | 1                | 9      | 7.    |
| 2.  | Tinkara Kovač | Sonce v očeh       | 5          | 7              | 6                | 18     | 5.    |
| 3   | Nuša Derenda  | Ne, ni res         | 10         | 12             | 12               | 34     | 1.    |
| 4.  | By the Way    | Svet okoli mene    | 1          | 2              | 2                | 5      | 12.   |
| 5.  | Polona Furlan | Samo laži          |            | 6              | 7                | 13     | 6.    |
| 6.  | Ivo Špacapan  | Za devetimi gorami |            | 5              | 4                | 9      | 7.    |
| 7.  | Regina        | Zaljubljena v maj  | 2          | 4              |                  | 6      | 10.   |
| 8.  | Nude          | Ni čist greh       | 3          |                | 3                | 6      | 10.   |
| 9.  | Kingston      | Lunapark           | 8          |                |                  | 8      | 9.    |
| 10. | Alenka Godec  | Če verjameš ali ne | 4          | 8              | 8                | 20     | 3.    |
| 11. | Andraž Hribar | Življenje je lepo  | 6          | 10             | 10               | 26     | 2.    |
| 12. | Karmen Stavec | Ostani tu          | 12         | 3              | 5                | 20     | 3.    |

1. ↑  Število telefonskih glasov: Karmen Stavec – 10088, Nuša Derenda – 8769, Kingston – 5955, Pax – 5788, Andraž Hribar – 4856, Tinkara Kovač – 4617, Alenka Godec – 3302, Nude – 2399, Regina – 1786, By the Way – 1512, Polona – 1073, Ivo Špacapan – 787.
2. ↑  Aleš Strajnar, Jaka Pucihar, Mojmir Sepe in Mojca Menart.